# A’Studio
A’Studio (rusky А’Студио, nebo také А-Студио) je kazašsko-ruská popová hudební skupina, která vznikla v roce 1982 ve složení Bajgali Serkebajev (klávesy), Vladimir Miklošič (basa), Baglan Sadvakasov (kytara) a frontman Batyrchan Šukenov (zpěv a saxofon) v Almaty pod názvem „Alma-Ata Studio“. Později byl název změněn na „A’Studio“. V současné době jsou členy skupiny Keti Topuria, Bajgali Serkebajev a Vladimir Miklošič.

## Historie
V roce 1989 jejich píseň „Julia“ (Джулия) upoutala pozornost ruských zpěváků Filippa Kirkorova a Ally Pugačovy. Alla Pugačova je v roce 1990 pozvala na její každoroční vánoční setkání a představil je jako nejlepší kapelu v zemi (v té době, SSSR). Píseň, stejně jako kapela, se okamžitě stala populární po celém SSSR.
V roce 2000 Batyrchan Šukenov skupinu opustil, aby se mohl věnovat se sólové kariéře. Následně skupina představila novou zpěvačku, Polinu Griffith. Kapela vydala několik písní, včetně písně „S.O.S“, která se umístila na #64 v UK Singles Chart a získala si popularitu v Evropě a USA.
V srpnu 2004 Polina Griffith opustila kapelu, aby se mohl věnovat se sólové kariéře. Na její místo byla dosazena Keti Topuria, která je původem z gruzínské Tbilisi. Společně vydali úspěšné singly, například „Улетаю“, „Ты“, nebo „Ночь-подруга“. Prvně jmenovaný singl zaznamenal úspěch v hitparádách po celém bývalém Sovětském svazu a přinesl skupině novou vlnu popularity. Nicméně, tento úspěch byla zahalena smrtí kytaristy Baglana Sadvakasova 2. srpna 2006, který zemřel během dopravní nehody. Jeho místo v kapele převzal jeho sedmnáctiletý syn Tamerlan Sadvakasov.
Později, když Tamerlan Sadvakasov opustil kapelu kvůli vzdělání, novým sólovým kytaristou se stal Fjodor Dosumov. V devadesátých letech minulého století skupina spolupracovala s Gregem Walshem, slavným britským producentem. Od svého založení v roce 1982 skupina vydala 13 alb, včetně 10 studiových alb, dvě živé alba a jedno kompilační album.

## Členové

### Současné složení
- Keti Topurija — zpěv (2005—současnost)
- Bajgali Serkebajev — klávesy, zpěv (1987—současnost)
- Vladimir Miklošič — basová kytara (1987—současnost)

### Bývalí členové
- Najib Vildanov — zpěv (1987—1989
- Batyrchan Šukenov — zpěv, saksofon (1987—2000, 2007, 2012; umřel v roce 2015)
- Bulat Sydzykov — kytara (1987—1989, umřel v roce 2016)
- Sagnaj Abdulin — bicí (1987—2006)
- Baglan Sadvakasov — kytara (1989—2006)
- Polina Griffith — zpěv (2001—2004, 2007)
- Tamerlan Sadvakasov — kytara (2006—2007)
- Fjodor "Federico" Dossumov — kytara (2007—2012)

### Studioví hudebníci
- Jevgenij Dalskij — bicí
- Sergej Kumin — lídr a akustické kytary
- Andrej Kosinskij — klávesy, doprovodné vokály

## Diskografie

### Alba
- «Путь без остановок» — 1988, «Мелодия»
- «Джулия» — 1990, «Русский Диск»
- «A`СТУДИО» — 1993, Jeff Records
- «Солдат любви» — 1994, студия «Союз»
- «A`STUDIO LIVE» — 1995, студия «Союз»
- «Нелюбимая» — 1996, студия «Союз»
- «The Best» — 1997, студия «Союз»
- «Грешная страсть» — 1998, «ОРТ-Рекордз»
- «S.O.S.» — 2001, NOX Music
- «Такие дела» — 2001, NOX Music
- «Улетаю» — 2005, Veter Entertainment
- «905» — 2007, Veter Entertainment
- «ХХ» — 2007, Veter Entertainment
- DVD «Total» — 2007, Veter Entertainment
- MP3 «Total» — 2007, Veter Entertainment
- «Волны» — 2010, Real Records

### Rádiové singly
| Rok  | Titul                                        | Žebříčky | Žebříčky       | Žebříčky         | Album |
| Rok  | Titul                                        | RUS      | Moscow Airplay | Итоговый годовой | Album |
| ---- | -------------------------------------------- | -------- | -------------- | ---------------- | ----- |
| 2004 | «Ночь-подруга»                               | 2        | —              | 29               |       |
| 2005 | «Улетаю»                                     | 2        | 3              | 1                |       |
| 2005 | «2 Половинки»                                | 46       | —              | —                |       |
| 2006 | «Еще люблю»                                  | 1        | 1              | 30               |       |
| 2007 | «Бегу к тебе»                                | 18       | 33             | 76               |       |
| 2007 | «Ангел» (na památku Baghlana Sadvakasova)    | 11       | 33             | 87               |       |
| 2008 | «Душа»                                       | 32       | 32             | -                |       |
| 2008 | «Сердцем к сердцу» (feat. Отпетые мошенники) | 24       | 34             | 95               |       |
| 2009 | «Так же как все»                             | 5        | 18             | 10               |       |
| 2010 | «Это война»                                  | 175      | —              | —                |       |
| 2010 | «Fashion Girl»                               | 23       | 21             | —                |       |

## Videoklipy
| Rok  | Videoklip                                                 | Režisér               | Album                    |
| ---- | --------------------------------------------------------- | --------------------- | ------------------------ |
| 1989 | «Джулия»                                                  |                       | «A’Studio»               |
| 1991 | «Белая река»                                              | Aleksej Běrkovič      | «Джулия»                 |
| 1993 | «Солдат любви»                                            |                       | «Солдат любви»           |
| 1995 | «Эти тёплые летние дни»                                   |                       | «Солдат любви»           |
| 1996 | «Нелюбимая»                                               |                       | «Нелюбимая»              |
| 1998 | «Грешная страсть»                                         | Michail Chleborodov   | «Грешная страсть»        |
| 1998 | «Снег в пустыне»                                          | Anatolij Běrseněv     | «Грешная страсть»        |
| 2000 | «Виртуальная любовь»                                      | Sergej Baženov        |                          |
| 2001 | «Такие дела»                                              | Gleb Orlov            | «Такие дела»             |
| 2001 | «SOS»                                                     | Oleg Gusev            | «Такие дела»             |
| 2002 | «Помни это»                                               |                       | «Такие дела»             |
| 2004 | «Ночь-подруга»                                            | Oleg Gusev            | «Улетаю»                 |
| 2005 | «Ты»                                                      | Oleg Gusev            | «Улетаю»                 |
| 2005 | «Улетаю»                                                  | Rezo Giginěšvili      | «Улетаю»                 |
| 2006 | «Еще люблю»                                               | Gleb Orlov            | «905»                    |
| 2007 | «Бегу к тебе»                                             | Jevgenij Kuricyn      | «905»                    |
| 2007 | «Ангел»                                                   | Aleksandr Igudin      | «905»                    |
| 2008 | «Мой Казахстан» (spolu s hvězdami kazašské hudební scény) |                       |                          |
| 2008 | «Сердцем к сердцу» (feat. Отпетые мошенники)              | Баходыр Юлдашев       | «Волны»                  |
| 2009 | «Так же как все»                                          | Баходыр Юлдашев       | «Волны»                  |
| 2010 | «Утренняя гимнастика (Будем жить)» (feat. Leonid Ruděnko) | Александр Бутаков     |                          |
| 2010 | «Fashion Girl»                                            | German Glinskij       | «Волны»                  |
| 2012 | «Просто прощай»                                           | Alan Badojev          |                          |
| 2013 | «Раз и навсегда» (feat. 3XL Pro)                          | Grigorij Skomorovskij | OST «Бригада: Наследник» |
| 2013 | «Папа, мама» (feat. Igor Kutoj)                           | Oleg Gusev            |                          |
| 2014 | «The only thing» (feat. Tomas N'evergreen)                |                       |                          |
| 2015 | «Вот она любовь»                                          |                       |                          |